# Gerrardanthus grandiflorus
Gerrardanthus grandiflorus là một loài thực vật có hoa trong họ Cucurbitaceae. Loài này được Célestin Alfred Cogniaux mô tả khoa học đầu tiên năm 1916 dựa theo mô tả trước đó của Ernest Friedrich Gilg.
G. grandiflorus var. lobata của Cogniaux hiện nay là loài độc lập với danh pháp Gerrardanthus lobatus.

## Phân bố
Loài bản địa khu vực từ đông nam Kenya tới đông bắc Tanzania.